# باركيت بيكرار
باركيت بيكرار (من موليد 17 فبراير 1975 في مارتيج، فرنسا) هو لاعب كرة قدم فرنسي جزائري محترف سابق لعب كلاعب وسط. لعب في نادي مارتيغ في الدرجة الثالثة الفرنسية و 46 مباراة في دوري الدرجة الثانية من عام 2000 إلى عام 2002.

## روابط خارجية
- باركيت بيكرار على موقع قاعدة بيانات كرة القدم.إي يو (الإنجليزية)
- باركيت بيكرار على موقع ليكيب (الفرنسية)